# Scotargus pilosus
Scotargus pilosus är en spindelart som beskrevs av Simon 1913. Scotargus pilosus ingår i släktet Scotargus och familjen täckvävarspindlar. Inga underarter finns listade i Catalogue of Life.